# Кулаш
Кула́ш (рос. Кулаш) — присілок у складі Юргамиського району Курганської області, Росія. Входить до складу Кислянської сільської ради.
Населення — 77 осіб (2010, 167 у 2002).